# Lill-Kvistersviken
Lill-Kvistersviken är en sjö i Umeå kommun i Västerbotten och ingår i Dalkarlsån-Sävaråns kustområde.